# Regno di Kaarta
Il regno di Kaarta (scritto anche Ka'arta) fu un regno fondato dall'etnia bambara in quello che è oggi il Mali occidentale. Il regno fu fondato attorno al 1650 dal clan Massassi e durò fino alla distruzione a opera di Al-Ḥāǧǧ ʽUmar nel 1854.

## Storia
Secondo la leggenda, Sounsan, la prima capitale di Kaarta, fu fondata vicino a Mourdiah intorno al 1635 da Sunsana, figlio di Niangolo. Suo figlio Massa era notoriamente produttivo sia nella fattoria che in camera da letto, e espanse il suo potere e i suoi possedimenti facendo sposare le sue numerose figlie con uomini che sarebbero diventati suoi vassalli.  Nel 1710 il governo passò a suo figlio Benefali (1710-1745), che combatté una lunga guerra contro il crescente potere di Bitòn Coulibaly e l'Impero di Ségou. Il figlio di Benefali, Foulakoro (1745-1754), assediò Mourdiah, i cui abitanti chiesero aiuto a Coulibaly, che sconfisse Foulakoro e lo catturò.
Kaarta fu ristabilita da Sey Bamana Coulibaly, che era fuggito da Segou nel 1754. Deniba Bo governò dal 1758 al 1761. Faama Sira Bo (1761-1781) guidò la riemersione di Kaarta come potenza regionale, stabilendo una capitale permanente a Diangounté e riducendo a vassallaggio i regni vicini di Diarra e Khasso, oltre a razziare Beledougou e Bambuk.  A Sira Bo successe Desse Koro, che fu sconfitto in battaglia da Mansong Diarra.  Bodian Moriba (1818-1832) riaffermò il potere del regno, e fece pace con Segou.
Il regno fu infine distrutto come forza indipendente nel 1854 dalla jihad di El Hadj Umar Tall. Umar Tall conquistò Nioro e mise a morte Faama Mamady Kandian e tutta la sua famiglia, ponendo fine alla dinastia Massassi.
Nel 1878 il governatore del Senegal francese Louis Brière de l'Isle inviò una forza francese contro Kaarta, nel frattempo divenuto un vassallo dell'Impero Toucouleur, lungo la riva nord del fiume Senegal. Bloccato dal ministro coloniale a Parigi, sostenne che esso rappresentava una minaccia per l'Imamato di Futa Toro (allora uno stato cliente francese) con cui gli inglesi erano pronti a interferire. Il Ministero cedette e il 7 luglio 1878 una forza francese distrusse il forte Toucouleur a Sabouciré, uccidendo il loro leader, Almany Niamody, includendo la regione di Kaarta nel regno di Khasso, che era un protettorato francese. Nel 1890, il colonnello francese Louis Archinard conquistò definitivamente l'intero territorio dell'ex regno di Kaarta, che fu formalmente annesso all'Africa Occidentale Francese nel 1904.